# Mesitilè
El mesitilè o mesitilé, en anglès:Mesitylene o 1,3,5-trimethylbenzene, és un derivat del benzè amb tres substituents metils ubicats simètricament en l'anell benzènic. Hi ha trimetilbenzens isòmèrics com l'1,2,4-trimetilbenzè (pseudocumenè) i l'1,2,3-trimetilbenzè (hemimel·litè). Tots tres compostos tenen la fórmula química C₆H₃(CH₃)₃, sovint abreujada com C₆H₃Me₃. El mesitilè és un líquid incolor amb olor dolça i aromàtica. És un component del quitrà d'hulla, el qual és la seva font tradicional. És un precursor de diversos productes de la química fina. El grup mesitil (Mes) és un substituent amb la fórmula C₆H₂Me₃ i es troba en diversos altres compostos.

## Preparació
El mesitilè es prepara per equilibració de xilè (o per la seva simple metil alquilació) sobre un catalitzador àcid sòlid:
2 C₆H₄(CH₃)₂ ⇌ C₆H₃(CH₃)₃ + C₆H₅CH₃
C₆H₄(CH₃)₂ + CH₃OH → C₆H₃(CH₃)₃ + H₂O

## Aplicacions
Es fa servir com solvent en el laboratori. Serveix com lligand en la química organometàl·lica, un exemple és (η⁶-C₆H₃Me₃)Mo(CO)₃.
En la indústria elèctrònica s'ha usat com revelador de fotografia per les seves propietats com a solvent.
L'1,3,5-trimetilbenzè és un compost orgànic volàtil (VOC) urbà que resulta de la combustió. Té un paper important en la química atmosfèrica.

## Història
El mesitilè es va preparar per primera vegada l'any 1837 per Robert Kane escalfant acetona amb àcid sulfúric concentrat. Va donar el nom de "mesitylene" a la nova substància perquè el químic Carl Reichenbach havia donat el nom de l'acetona com "mesit" (del grec μεσίτης, el mitjancer), i Kane creia que la seva reacció tenia mesit deshidratat, convertint-lo en un alquè, "mesitylene". La fórmula emírica de Kane era incorrecta i la fórmula correcta la va donar August W. von Hofmann el 1849.